# Susan Haack
Susan Haack (Anglaterra, 1945) és una professora de filosofia i dret a la Universitat de Miami als Estats Units. Ha escrit obres en diferents àmbits filosòfics, incloent lògica, filosofia del llenguatge, epistemologia i metafísica. El seu pragmatisme es desprèn del de Charles Sanders Peirce. La contribució més important de Haack a la filosofia és la seva teoria epistemològica, el fundherentisme, que és el seu intent d'evitar els problemes lògics del fundacionalisme pur (que és susceptible a la regressió a l'infinit) i el coherentisme pur (que és susceptible a la circularitat). Ella il·lustra aquesta idea amb la metàfora dels mots encreuats. Una versió molt simplificada d'aquest producte de la següent manera: trobar una resposta amb una pista és similar a una font fonamental (basada en l'evidència empírica). Assegurar-se que les paraules estan mútuament entrellaçades sensiblement, és anàleg a la justificació per la coherència. Tots dos són components necessaris en la justificació del coneixement.
Va escriure un assaig titulat 'Ens pragmatitzem ...': són converses i diàlegs entre Peirce i Rorty, integrades en la seva totalitat per les cotitzacions de tots dos filòsofs. Ella va exercir el paper de Peirce. Haack va publicar un assaig vigorós en el nou criteri, tenint excepció fort per a molts dels punts de vista de Rorty, especialment la seva pretensió de ser una mena de pragmàtic.
Haack (1998) és molt crítica amb l'opinió que hi ha una perspectiva femenina en el raonament, la lògica, el mètode científic, i la veritat científica, que indica que moltes crítiques feministes de la ciència i la filosofia com interessats en què els resultats de la investigació científica és "políticament correcte". Ha escrit per a la revista Free Inquiry i del "Consell per l'Humanisme Secular". El treball de Haack ha estat revisat i citat en la premsa popular,, així com en revistes acadèmiques.